# Rolvsnes
Rolvsnes este o localitate din comuna Bømlo, provincia Hordaland, Norvegia.